# Allium hamrinense
Allium hamrinense — вид трав'янистих рослин родини амарилісові (Amaryllidaceae), поширений у східній Туреччині й Іраку.

## Поширення
Поширений у південно-східній Туреччині й Іраку.